# Guillaume Le Gouverneur
Guillaume Le Gouverneur (né à Saint-Malo, le  12 juillet 1573 et mort le 25 juin 1630), fut un évêque de Saint-Malo.

## Biographie

### Carrière ecclésiastique
Fils de Jean Gouverneur, sieur de Saint-Étienne, et de sa troisième épouse Gilette Crosnier (des Souesnais), Guillaume Le Gouverneur est l'unique malouin qui soit monté sur le siège épiscopal de la cité corsaire. Destiné très tôt à la carrière ecclésiastique, à l’âge de 8 ans il reçoit la tonsure, le 14 mars 1581, avant d'être nommé chanoine de la cathédrale Saint-Vincent, le 15 juillet 1588.on ne connait rien de sa formation ecclésiastique mais il est titulaire d'une licence de droit canon. Pourvu par résignation de son oncle en sa faveur et muni de provisions en Cour de Rome, il devient doyen du chapitre de chanoines  de la cathédrale, prenant possession du doyenné par procureur le 18 décembre 1592 et en personne le 4 mai 1593. Député de Saint-Malo aux États de Bretagne en 1596 et 1598, il l'est également de la province ecclésiastique de Tours aux Assemblées du clergé de 1602 et 1608. Il est recteur de Paramé depuis 1593, avant d'être nommé évêque de Saint-Malo par Henri IV le 29 janvier 1610.

### Épiscopat et décès
Ayant reçu  ses bulles le 30 août suivant, Guillaume Le Gouverneur est sacré évêque de Saint-Malo le 20 février 1611 à Paris en l'église de l'Assomption par le cardinal de Joyeuse, archevêque de Rouen, Charles Miron et Charles de Bourgneuf, évêques d'Angers et de Nantes.
Faisant son entrée solennelle à Saint-Malo le 20 mars 1611, il autorise la fondation en 1615 du monastère Notre-Dame-de-la-Victoire à proximité de sa cathédrale, par Servianne Le Gobien, dame du Ponthay, Françoise Porée, Jeanne Gaultier et Perrine Groult. Il demande en 1620 à Marie de Beauvilliers, abbesse de l'abbaye de Montmartre deux religieuses bénédictines professes pour prendre la direction de l'établissement. Celle-ci lui dépêcha Renée de Vanssay qui devint prieure, et Catherine Mesmin, en 1621
Ayant collationné les anciens statuts synodaux de son diocèse,(1613) il en publie de nouveaux en 1621. Il visite régulièrement son diocèse avec une prédilection pour le Clos Poulet et le Poudouvre
On doit à ce prélat loyaliste et très zélé, dont Henri IV avait fait son conseiller, l'établissement des Ursulines, des Bénédictins anglais (Saint-Malo), des Dominicaines (Dinan) et des Capucins (Saint-Servan) dans son diocèse, ainsi qu'à l'introduction de la liturgie romaine dans son diocèse 
C'est également à lui que l'on doit l'entretien en ce début du XVIIe siècle et la restauration des statues et tableaux ornant les édifices religieux. C'est au milieu des années 1610, qu'il exige l'installation des confessionaux. Si l'excommunication s'est modifiée en conformité avec les usages du Concile de Trente, à  partir de 1610 les amendes prendront l'avantage, soit pour avoir travaillé un jour férié, fréquenté le cabaret pendant l'office divin ou encore avoir juré le nom de Dieu. Il en va de quelques sous à plusieurs livres.
Dans les mêmes statuts synodaux, il insiste sur la nécessité de ne pas « croupir dans l'ignorance » et exige pour se faire que chaque paroisse de son diocèse dispose d'une « école ouverte à tous, pauvres et riches ».
Il précise en 1616, à ceux qui veulent être promus aux ordres mineurs qu'ils devront  « . entendre la langue latine et apporter l'attestation de leur probité et bonnes mœurs et du devoir qu'ils font de fréquenter l'église, d'assister au service divin, lasuelle attestation sera signée de leur recteur et de leur régent  »
Il est clair que dans les conditions de rigueur morale qu'il impose à ses ouailles une certaine partie du clergé soit furieux contre le jugement qu'il porte sur eux: « comme se délectant abusivement dans les festins, sous couleurs de confréries, ne saisissant que trop l'occasion d'ivrogner et faisant trop souvent en la Maison floraison, une cohue de caquet »[source insuffisante]
En 1624, il fait publier un Interrogatoire des confesseurs  contenant la methode de se bien confesser qu'il fait paraître dans sa première version imprimée à  Morlaix et la seconde à La Flèche.
Par mandement du 4 décembre 1626 et par lettres du roi Louis XIII de février 1627 il autorise les carmélites à  s'installer à Ploërmel, la maison mère étant à Vannes et accepta les offres des bourgeois de Ploërmel, et à la fin de la même année, Élisabeth de Bellouan (R.M.des Anges), Jeanne de Timadeuc  (M. de l'Assomption), Marie Le Blay (M.de Saint-Augustin), et Jacquette de la Houlle (M. de la Résurrection), vinrent s'établir dans cette ville au nord-ouest en dehors de la ville close dans le nouveau Monastère de Bethléem 

Guillaume Le Gouverneur mourut après une longue maladie, le 25 juin 1630, et son corps fut inhumé le 30 dans le chœur de la cathédrale de Saint-Malo.

### Armes
- D'azur à la croix d'argent, cantonnée aux 1er et 4e cantons d'une étoile, et aux 2e et 3e d'un croissant, le tout de même.
- D’azur à la croix d’argent, cantonnée de deux étoiles en chef et de deux croissants en pointe, le tout de même[7].

### Sources bibliographiques
- Amédée Guillotin de Corson, Pouillé historique de l'archevêché de Rennes, Rennes, Fougeray et Paris, René Haton, 1880-1886, 6 vol. in-8° br., couv. impr. (disponible sur Gallica).
- (en) Joseph Bergin, The making of the French Episcopate 1589-1661, New Haven & London, Yale University Press, 1996, 761 p. (ISBN 0300067518), p. 655 Le Gouverneur Guillaume St-Malo 1610-30
- François Xavier Guiblin, Georges Provost (dir.),  Un écrit dans la Réforme  Catholique, les tarifs synodaux de Guillaume Le Gouverneur, évêque de Saint-Malo 1620, mémoire de maîtrise Université Rennes2. Haute-Bretagne 2000, 2vol.p.261-262.

### Iconographie
- " Portrait de Guillaume Le Gouverneur ", gravure de Léonard Gaultier (1561-1635 ou 1641), d'après un tableau peint par Daniel Dumonstier (1574-1646)